# Scenotecnico
Lo scenotecnico è il progettista della scenografia. 
Spesso confuso con il macchinista o l'artigiano realizzatore, chi si occupa di scenotecnica, partendo dai bozzetti preliminari dello scenografo, deve portare le tavole pittoriche a livello esecutivo traducendole in piante, sezioni, prospetti e alzati in scala idonea.
Lo scenotecnico deve tenere conto delle norme di sicurezza, dell'ergonomia, della statica qualora si tratti di strutture portanti e avvalendosi nella progettazione della scenosintesi, particolare tecnica scenografica la cui realizzazione si definisce scenoplastica; oggi in uso prevalentemente in televisione.
In nessun caso è previsto che lo scenotecnico o lo scenografo si occupino di realizzazioni materiali salvo particolari condizioni. Il loro intervento nella realizzazione si concentra prevalentemente nell'ambito delle arti pittoriche e scultoree. Spesso scenotecnico e scenografo sono la medesima persona essendo la scenotecnica appendice tecnica della scenografia.